# Stazione di Casello 11
La stazione di Casello 11 è una fermata ferroviaria di superficie della linea Adria-Mestre, situata in comune di Camponogara nel centro della frazione Calcroci.
Si colloca tra le stazioni di Mira Buse e di Campagna Lupia-Camponogara.

## Movimento
Dal 1 settembre 2024, la stazione è servita dai treni regionali svolti da Trenitalia nell'ambito del contratto di servizio stipulato con la Regione del Veneto. In precedenza, fino al 31 agosto 2024, il servizio ferroviario era gestito da Sistemi Territoriali.